# Karel Van Eetvelt
Karel Van Eetvelt (Bornem, 21 maart 1966) is een Belgisch bestuurder.

## Levensloop
Karel Van Eetvelt is een zoon van Jozef Van Eetvelt, senator, volksvertegenwoordiger en burgemeester van Bornem. Hij volgde Latijn-wetenschappen in het Don Boscocollege te Zwijnaarde. Hij behaalde vervolgens aan de Katholieke Universiteit Leuven een diploma licentiaat lichamelijke opvoeding en behaalde daar verder een aggregaat hoger onderwijs.
Van juli 1991 tot december 1991 was hij kabinetsmedewerker op het kabinet van Gaston Geens (CVP), voorzitter van de Vlaamse regering-Geens IV. 
Van januari 1992 tot november 2004 klom hij op bij Bouwunie, de Unie van het KMO-bouwbedrijf (voorheen Nacebo) in volgende functies: adviseur (januari 1992 tot juni 1994), secretaris-generaal (juni 1994 tot juni 2000), gedelegeerd bestuurder (juni 2000 tot 30 november 2004).
Op 1 december 2004 volgde hij Kris Peeters op als gedelegeerd bestuurder bij UNIZO, de vereniging van ondernemers, kleine en middelgrote ondernemingen en vrije beroepen. Vanuit zijn rol bij Unizo bekleedde hij volgende mandaten: lid dagelijks bestuur Sociaal-Economische Raad van Vlaanderen (SERV), voorzitter Hoge Raad voor de Zelfstandigen en de KMO (HRZKMO), lid Vlaams Economisch Sociaal Overlegcomité (VESCO), lid Algemeen Beheerscomité voor de Sociale Zekerheid, lid AV Ueapme, beheerder Sociaal Bureau vzw, ADMB vzw, ADMB-kinderbijslagfonds vzw en Sociale Verzekeringskas voor Middenstand en Beroepen – succursale Brugge, lid Algemene Raad en Algemene Vergadering Unizo, lid Groep van Tien (federale sociale partners), voorzitter Zenito Ondernemingsloket, gewezen beheerder Vlaams Waarborgfonds en gewezen beheerder VDAB. Op 30 maart 2009 werd hij daarnaast regent van de Nationale Bank van België (NBB).
Op 1 oktober 2017 werd Van Eetvelt CEO van Febelfin, de federatie van de financiële sector in België en verliet hij UNIZO. Bij Febelfin werd hij de opvolger van Michel Vermaerke. Bij UNIZO volgde Johan Bortier hem op, die aangesteld werd als waarnemend gedelegeerd bestuurder. Op 1 juli 2018 nam hij daarnaast in opvolging van Jef Roos het voorzitterschap van de Vlaamse overheidsdienst VDAB op zich.
Op 1 april 2020 werd Van Eetvelt CEO van voetbalclub RSC Anderlecht. Als VDAB-voorzitter werd hij opgevolgd door Luc Cortebeeck. Karel Baert volgde hem als CEO van Febelfin op.
Op 6 januari 2021 nam Van Eetvelt ontslag als CEO van RSC Anderlecht en werd er opgevolgd door Jos Donvil. Hoofdreden was de werking van transfers, wat hij mensenhandel noemde. Spelers werden soms aan een club tegen hun voorkeur verkocht omwille van het geld.
Sinds 2013 is Van Eetvelt bestuurder bij bouwgroep Matexi. Ook is hij bestuurder van Syntra AB, de vzw Vlaamse Wielerschool en de vzw Huize Eyckerheyde en voorzitter van de vzw Sporta. In 2023 werd hij voorzitter van wielerploeg Lotto-Dstny.
Bij de gemeenteraadsverkiezingen in 2024 was hij lijstduwer in Bornem voor de CD&V. Hij werd verkozen en werd ook schepen van economie, sport, ruimtelijke ordening & dorpskernvernieuwing.  